# Alexander Petrovich Kazhdan
Alexander Petrovich Kazhdan (tiếng Nga: Алекса́ндр Петро́вич Кажда́н; 3 tháng 9, 1922 – 29 tháng 5, 1997) là một nhà nghiên cứu về Đế quốc Byzantine người Xô-viết - Mỹ. Trong số các công trình của ông, có ba tập sách Từ điển Oxford về Byzantium, một tác phẩm bách khoa toàn diện chứa hơn 5.000 đầu mục.

## Tuổi thơ và giáo dục
Sinh ra tại Moscow, Kazhdan được theo học tại Viện Giáo dục của Ufa và Đại học Quốc gia Moskva, nơi ông học cùng với nhà sử học về thời Trung cổ của Anh, Eugene Kosminsky. Một sáng kiến Liên Xô hậu chiến tranh nhằm phục hồi nghiên cứu Byzantium bằng tiếng Nga đã khiến cho Kazhdan viết một luận án về lịch sử nông nghiệp của thời kỳ cuối đế chế Byzantine (được xuất bản vào năm 1952 dưới tên Agrarnye otnosheniya v Vizantii XIII-XIV vv.). Mặc dù có uy tín ngày càng tăng trong lĩnh vực của mình, định kiến bài Do Thái trong học viện Liên Xô thời Joseph Stalin đã buộc Kazhdan phải chấp nhận một loạt các vị trí giáo viên tại các trường tỉnh (ở Ivanovo, 1947–49, và Tula, 1949–52). Sau cái chết của Stalin vào năm 1953, tình hình ở Kazhdan được cải thiện và ông được thuê làm giảng viên tại một trường cao đẳng ở Velikie Luki. Năm 1956, ông cuối cùng cũng được đảm bảo một vị trí tại Viện Lịch sử của Học viện Khoa học Liên Xô, nơi ông ở lại cho đến khi rời khỏi Liên Xô vào năm 1978. Tại Hoa Kỳ, Kazhdan đã đào tạo nhiều nhà nghiên cứu Byzantium, trong số đó có M. V. Bibikov, S. A. Ivanov và I. S. Chichurov.

## Sự nghiệp hàn lâm

### Liên Xô
Kazhdan là một học giả kỳ cựu trong suốt sự nghiệp của ông tại Liên Xô, xuất bản hơn 500 cuốn sách, bài báo và đánh giá. Các công trình của ông đã đóng góp vào uy tín quốc tế ngày càng tăng trong ngành nghiên cứu Byzantium của Liên Xô. Bài viết của ông năm 1954, "Vizantiyskie goroda v VII-XI vv.," được xuất bản trên tạp chí Sovetskaya arkheologiya, dựa trên bằng chứng khảo cổ học và tiền tệ đã đề xuất rằng thế kỷ thứ bảy đã tạo thành một sự đứt đoạn lớn trong xã hội thành thị của Byzantium. Luận án này kể từ đó đã được chấp nhận một cách rộng rãi và dẫn đến những nghiên cứu sâu rộng về sự ngưng trệ trong lịch sử Byzantium và sự bác bỏ sau đó của quan niệm trước đây về đế chế Byzantine thời Trung cổ như một di tích cô đọng của thời Hậu kỳ Cổ đại. Các nghiên cứu lớn khác từ nửa đầu sự nghiệp của Kazhdan bao gồm Derevnya i gorod v Vizantii IX-X vv. (1960), một nghiên cứu về mối quan hệ giữa thành thị và nông thôn trong thế kỷ thứ chín và mười; Vizantiyskaya kul'tura (X-XII vv.) (1968), một nghiên cứu về văn hóa Byzantine thời Trung cổ; và Sotsial'ny sostav gospodstvujushchego klassa Vizantii XI-XII vv. (1974), một nghiên cứu thống kê thân thế quan trọng về cấu trúc của tầng lớp cai trị Byzantine trong thế kỷ thứ mười một và mười hai. Kazhdan cũng đã đóng góp mạnh mẽ cho lĩnh vực nghiên cứu về Armenia, đặc biệt là viết về những người Armenia đã hình thành tầng lớp cai trị ưu tú, quản lý Đế chế Byzantine trong thời Trung cổ Byzantine trong tác phẩm Armiane v sostave gospodstvuyushchego klassa Vizantiyskoy imperii v XI-XII vv. (1975).

### Hoa Kỳ
Vào năm 1975, con trai của Kazhdan, nhà toán học David Kazhdan, di cư đến Hoa Kỳ, nơi ông nhận một vị trí tại Đại học Harvard. Điều này đã tạo ra sự thay đổi ngay lập tức lên tình hình của nhà Kazhdan tại Liên Xô; vợ ông, Musja, đã bị sa thải khỏi vị trí của mình tại một nhà xuất bản ở Moscow và việc kiểm duyệt công trình của ông bởi các cấp trên trong cơ quan học thuật Liên Xô tăng lên. Vào tháng 10 năm 1978, Alexander và Musja rời khỏi Liên Xô, sau khi nhận được visa nhập cư tới Israel, và đến Hoa Kỳ ba năm sau đó. Vào tháng 2 năm 1979, họ đến Dumbarton Oaks, một trung tâm nghiên cứu Byzantine ở Washington, D.C., nơi Kazhdan giữ vị trí cộng tác nghiên cứu cấp cao cho đến khi tạ thế.
Các công trình đầu tiên của Kazhdan viết bằng tiếng Anh đều là công trình chung:
- People and Power in Byzantium (1982), một nghiên cứu rộng rãi về xã hội Byzantine, được viết cùng với Giles Constable.
- Studies in Byzantine literature (1984) với Simon Franklin.
- Change in Byzantine Culture in the Eleventh and Twelfth Centuries (1985) với Ann Wharton Epstein.

Dự án tiếng Anh lớn nhất của ông cũng là một nỗ lực cộng tác đồ sộ: bộ ba quyển từ điển Oxford Dictionary of Byzantium (1991), do Kazhdan biên tập hiệu đính, là tác phẩm tham khảo đầu tiên thể loại này từng được xuất bản, và vẫn là một điểm xuất phát không thể thiếu cho tất cả các ngành lĩnh vực nghiên cứu Byzantium. Ông đã viết khoảng 20%, hoặc khoảng 1.000, các đầu mục trong bộ Từ điển, được ký tên với chữ viết tắt A.K. của ông.
Khi Kazhdan cảm thấy thoải mái hơn với tiếng Anh, nhịp xuất bản của ông một lần nữa bắt kịp với những năm làm việc của ông tại Nga. Các nghiên cứu sau này của ông được đánh dấu đặc biệt bởi sự quan tâm ngày càng tăng đối với văn học Byzantine, đặc biệt là hagiography (ngành nghiên cứu tiểu sử các cá nhân tôn giáo được thần thánh hoá, các câu chuyện/sự tích bán huyền thoại).
Kazhdan tạ thế tại Washington, D.C. năm 1997. Sự ra đi của ông đã tán đoạn công trình về một tác phẩm lịch sử khổng lồ về Văn học Byzantine"History of Byzantine Literature"; tuy nhiên, tập đầu tiên của tác phẩm này, bao gồm giai đoạn từ năm 650 đến 850, đã được xuất bản năm 1999.

## Các công trình tuyển chọn
- Kazhdan, Alexander, biên tập (1991). The Oxford Dictionary of Byzantium. New York: Oxford University Press. Volume=1. Volume=2. Volume=3.